# Pokłon pasterzy (obraz Bartolomé Estebana Murilla)
Pokłon pasterzy (hiszp. Adoración de los pastores) – powstały w 2. poł. XVII w. obraz autorstwa hiszpańskiego malarza barokowego Bartolomé Estebana Murilla.
Dzieło jest częścią tzw. Kolekcji Królewskiej Muzeum Prado w Madrycie.

## Opis
Malarz przedstawił scenę znaną z Nowego Testamentu - przybycie grupy pasterzy do groty w Betlejem, w której Maryja porodziła Boskie Dzieciątko.